# JR東日本メディア
JR東日本メディア株式会社（ジェイアールひがしにほんメディア）は、東京都豊島区に本社を置く広告物の掲出・撤去・保守・安全管理を行う会社である。略称はJRM（ジェイアールエム）。

## 事業

### デジタルサイネージ事業（Signadia）
専用操作端末だけで簡単に配信管理が可能な次世代デジタルサイネージシステム「シグナディア」を自社開発。準天頂衛星「みちびき」からの災害・危機管理通報サービスにも対応予定

### 車内ポスター事業
首都圏のJR東日本各線、ゆりかもめ、りんかい線、つくばエクスプレスの車内ポスター・車体広告の掲出・撤去作業を実施。
車内ポスター広告の種類は掲出スタイルによって区分され、主に車内天井に吊るす「中づり」とドアや窓の上に掲出する「まど上」、ドア横に掲出する「ドア横（新B）」、戸袋やドア部分に掲出する「ステッカー」など。
掲出期間は原則として「中づり」が2日から3日間、「まど上」が4日から5日間、「ドア横（新B）」が1週間、「ステッカー」が1ヶ月から2ヶ月。
また、電車一編成全ての広告を同一企業で15日間埋め尽くす「ADトレイン」と、電車の車体に大型ステッカーを掲出する「車体広告」についても作業する。

### 駅ポスター事業
首都圏のJR東日本各線・ゆりかもめ・りんかい線・つくばエクスプレスの約400駅の構内で、様々なスタイルの駅ポスターの掲出・撤去作業を実施。
掲出するポスターはB0・B1・B2が基本サイズだが、特殊な掲出スタイルとして、同クライアントのポスターを並べて貼る「連貼り」、数枚のポスターで1つの意匠を構成する「組貼り」、数駅にまとめて掲出する「セット広告」、駅空間の通路・階段等の壁面に多数の発泡スチロール板を裏打ち（ドライマウント加工）したポスターを直接貼る「集中貼り」、自動改札機に貼付する「ステッカー広告」など多種。

### 駅サインボード事業
利用客の多い駅の流動とスペースを効果的に、かつダイナミックに有効活用するサインボード広告の製作・保守・安全管理を実施。

## 沿革
- 1967年（昭和42年）10月 - 日本国有鉄道東京地区での広告業務取扱会社として設立
- 1987年（昭和62年）4月 - 東日本旅客鉄道株式会社 発足
- 1989年（平成元年）8月 - 株式会社ジェイアール東日本企画に媒体管理業務を移管
- 1995年（平成7年）6月 - 東日本旅客鉄道株式会社全額出資の子会社となる
- 1997年（平成9年）1月 - 子会社 株式会社東日本アド・サービスを設立
- 2004年（平成16年）12月 - 株式会社ジェイアール東日本企画との業務棲み分け
- 2012年（平成24年）7月 - 子会社 株式会社東日本アド・サービスを吸収合併
- 2013年（平成25年）8月 - 池袋から大塚へ本社機能を移転
- 2017年（平成29年）10月 - 会社設立50周年
- 2018年（平成30年）3月 - 社名を株式会社東京メディア・サービスからJR東日本メディア株式会社へ改称